# Kévin Van Melsen
Kévin Van Melsen (Verviers, 1 april 1987) is een voormalig Belgisch wielrenner. In 2007 en 2008 reed Van Melsen voor de Waalse wielerploeg Pôle Continental Wallon Bodysol-Euro Millions. In 2009 vertrok hij uit naar de professionele wielerploeg Vérandas Willems. Een groot deel van zijn loopbaan reed Van Melsen voor het Waalse Intermarché-Wanty-Gobert Matériaux.

## Overwinningen
2005
 Belgisch kampioen op de weg, Junioren
2014
Bergklassement Ronde van Wallonië
Bergklassement Ronde van Poitou-Charentes

## Resultaten in voornaamste wedstrijden
| Jaar | Ronde van Italië | Ronde van Frankrijk | Ronde van Spanje |
| ---- | ---------------- | ------------------- | ---------------- |
| 2011 |                  |                     |                  |
| 2012 |                  |                     |                  |
| 2013 |                  |                     |                  |
| 2014 |                  |                     |                  |
| 2015 |                  |                     |                  |
| 2016 |                  |                     |                  |
| 2017 |                  |                     |                  |
| 2018 |                  |                     |                  |
| 2019 |                  | 138e                |                  |
| 2020 |                  |                     |                  |
| 2021 |                  |                     | 126e             |
| 2022 |                  |                     |                  |

| Jaar | Gent-Wevelgem | Ronde van Vlaanderen | Parijs-Roubaix | Amstel Gold Race | Luik-Bast.‑Luik | Waalse Pijl | Parijs-Tours |
| ---- | ------------- | -------------------- | -------------- | ---------------- | --------------- | ----------- | ------------ |
| 2011 | opgave        |                      |                |                  | opgave          |             |              |
| 2012 | 40e           | opgave               |                | opgave           | opgave          |             |              |
| 2013 |               |                      |                |                  |                 |             |              |
| 2014 |               |                      |                |                  |                 |             | 45e          |
| 2015 |               |                      | 107e           |                  |                 |             | 38e          |
| 2016 |               | opgave               |                |                  |                 |             | 91e          |
| 2017 |               |                      |                |                  |                 |             | 48e          |
| 2018 |               |                      |                |                  |                 | opgave      |              |
| 2019 |               |                      |                |                  |                 |             |              |
| 2020 |               |                      |                |                  | opgave          | opgave      | 73e          |
| 2021 |               |                      | opgave         | opgave           | opgave          | 118e        |              |
| 2022 | opgave        |                      | 56e            | 95e              |                 |             |              |

## Ploegen
- 2007 –  Pôle Continental Wallon Boysol-Euro Millions
- 2008 –  Bodysol-Euromillions-Pôle Continental Wallon
- 2009 –  Vérandas Willems
- 2010 –  Vérandas Willems
- 2011 –  Veranda's Willems-Accent
- 2012 –  Accent.Jobs-Willems Veranda's
- 2013 –  Accent.Jobs-Wanty
- 2014 –  Wanty-Groupe Gobert
- 2015 –  Wanty-Groupe Gobert
- 2016 –  Wanty-Groupe Gobert
- 2017 –  Wanty-Groupe Gobert
- 2018 –  Wanty-Groupe Gobert
- 2019 –  Wanty-Groupe Gobert
- 2020 –  Circus-Wanty-Gobert
- 2021 –  Intermarché-Wanty-Gobert Matériaux
- 2022 –  Intermarché-Wanty-Gobert Matériaux

Brochard · Burton · Crowin · Delfosse · Draux · Fontaine · Herinne · Ista · Kashechkin · M.Polazzi · F.Polazzi · Robijns · Roossens · Rouet · Van Melsen
Bertrand · Burton · Crowin · Devaux · Fontaine · Henrion · Honorez · M.Polazzi · F.Polazzi · Roossens · Rouet · Timmermans · Van Melsen · Wills · Cammaerts (stagiair) · Van Schelven (stagiair)
Baïolet · Bille · Collaers · Criquielion · Degand · Habeaux · Kuyckx · Muscat · Paquet · Pardini · Pratte · Van den Houte · van Dijk · Van Hoecke · Van Melsen · Vangenechten · Vanlandschoot · Zingle · Stenuit (stagiair)
D.Cappelle · A.Cappelle · Collaers · De Wilde · Degand · Habeaux · Paquet · Polazzi · Renders · Stenuit · Van Den Bossche · Van den Houte · van Dijk · Van Melsen · Vangenechten · Vanlandschoot
Caethoven · D.Cappelle · De Vocht · De Wilde · Degand · Drucker · Goris · Habeaux · Kemp · Scheirlinckx · Schmitz · Van den Houte · van Dijk · Van Goolen · van Groen · Van Melsen · Vanlandschoot · Venter · Verbist · Vernaeckt · Hollander (stagiair) · Van Den Noortgate (stagiair)
Caethoven · A. Cappelle · Tsjoezjda · De Vocht · De Wilde · Degand · Drucker · Gilbert · Goris · Habeaux · Hoste · Ista · Scheirlinckx · Van Dijk · Van Goolen · Van Groen · Van Melsen · Vanlandschoot · Verbist · De Troyer (stagiair) · Stevens (stagiair) · Verraes (stagiair)
Caethoven · A.Cappelle · Commeyne · Degand · De Troyer · Drucker · Gilbert · Habeaux · Jans · Napolitano · Routley · Scheirlinckx · van Dijk · Van Goolen · Van Melsen · Vanlandschoot · Verraes · Vogondy · Nardelli (stagiair) · Seynaeve (stagiair)
Backaert · Baugnies · De Greef · De Troyer · De Vreese · Degand · Drucker · Ghyselinck · Gilbert · Habeaux · Jans · M. Kreder · W. Kreder · Leukemans · Minnaard · Napolitano · Robert · Seeldraeyers · Selvaggi · Sijmens · Van Melsen · Vanlandschoot · Veuchelen · Maes (stagiair) · Seynaeve (stagiair)
Antonini · Backaert · Baugnies · De Greef · De Troyer · Devriendt · Dron · Eijssen · Gasparotto · Ghyselinck · Jans · Leukemans · Marcato · Minnaard · Napolitano · Robert · Selvaggi · Seynaeve · Van Melsen · Vanlandschoot · Veuchelen · Barroso (stagiair) · Callebaut (stagiair) · Stenuit (stagiair)
Antonini · Backaert · Baugnies · Degand · Dehaes · Devriendt · Doubey · Kreder · Levarlet · Martin · McNally · Meurisse · Minnaard · Napolitano · Offredo · Pasqualon · Smith · Stenuit · Van Keirsbulck · Van Melsen · Vanspeybrouck · Veuchelen · Dhaene (stagiair) · Gibbons (stagiair) · de Laat (stagiair)
Antonini · Backaert · Baugnies · De Clercq · Degand · Devriendt · Doubey · Dupont · Eiking · Kreder · Martin · McNally · Meurisse · Minnaard · Offredo · Pasqualon · Smith · Vallée · Van Keirsbulck · Van Melsen · Vanspeybrouck
Bakelants · Bellicaud · De Gendt · De Plus · De Winter · Delacroix · Devriendt · Eiking · Evans · Hermans · Hirt · van der Hoorn · van Kessel · Koch · Kreder · Lammertink · Meintjes · Minali · Pasqualon · Petilli · Planckaert · B. van Poppel · D. van Poppel · Rota · Taaramäe · Van Melsen · Vanspeybrouck · Vliegen · Zimmermann · Girmay (stagiair) · Daemen (stagiair) · De Pooter (stagiair) · Jarnet (stagiair)
Bakelants · Bystrøm · Claeys · De Gendt · Delacroix · Devriendt · Girmay · Goossens · Hermans · Hirt · Huys · Johansen · Kristoff · Meintjes · Page · Pasqualon · Peák · Petilli · Petit · Planckaert ·  Pozzovivo(vanaf 14/2) · Rota · Taaramäe · Thijssen · van der Hoorn · van Kessel · Van Melsen · van Poppel · Vliegen · Zimmermann · De Pooter (stagiair) · Mihkels (stagiair)